# Нидеген
Нидеген (њем. Nideggen) град је у њемачкој савезној држави Северна Рајна-Вестфалија. Једно је од 15 општинских средишта округа Дирен. Према процјени из 2010. у граду је живјело 10.772 становника. Посједује регионалну шифру (AGS) 5358044.

## Географски и демографски подаци
Нидеген се налази у савезној држави Северна Рајна-Вестфалија у округу Дирен. Град се налази на надморској висини од 304 метра. Површина општине износи 65,0 km². У самом граду је, према процјени из 2010. године, живјело 10.772 становника. Просјечна густина становништва износи 166 становника/km².